# Abbondio Bernasconi
Abbondio Manfredo Alessandro Bernasconi (Riva San Vitale, 7 agosto 1757 – Riva San Vitale, 2 settembre 1822) è stato un avvocato, notaio e politico svizzero.

## Biografia
Fu figlio di Manfredo Bernasconi e di Maria Antonia Fossati. Di religione cattolica ma di orientamento giansenista, studiò legge a Pavia, senza però conseguire la laurea. Dal 1775 fu comunque attivo quale avvocato e notaio, venendo ammesso al "Venerando Collegio dei Signori Notai della Magnifica Comunità di Lugano" e per qualche anno lavorò assieme al collega Vitale Vassalli, raggiungendo una notevole fama nella regione.
Nel 1781 fu cancelliere della pieve di Riva San Vitale. All'epoca della Rivoluzione francese fece parte del gruppo di patrioti più in vista di Riva San Vitale: eletto deputato del "popolo di Riva" nel febbraio del 1798, venne inviato a Lugano al Generale Consiglio. Nel 1798 divenne poi segretario dell'effimera Repubblica di Riva, per conto della quale si recò più volte a Milano per trattare dell'adesione alla Repubblica Cisalpina.
Sospettato di scarso elvetismo, si ritirò a vita privata dopo la caduta della Repubblica Cisalpina. Riprese tuttavia ben presto l'attività politica quale membro della municipalità e del patriziato di Riva San Vitale. Militante liberale e di orientamento democratico, si fece portavoce delle autonomie popolari contro i poteri dei landfogti. Simpatizzò con il movimento d'opposizione alla Costituzione cantonale voluta dal congresso di Vienna. Per questo atteggiamento il commissario federale Hans Jakob Hirzel gli inflisse una pesante multa. Si oppose alla divisione dei beni patriziali di Riva, giungendo a scrivere una rimostranza al Gran Consiglio ticinese. Morì di apoplessia il 2 settembre 1822 e fu sepolto nell'"Oratorio dei Morti" della chiesa plebana.

## Opere
- Rispettosa Rimostranza di patrizi di Riva S. Vitale al Gran Consiglio del Cantone Ticino (1821)